# Leptodactylus myersi
Leptodactylus myersi là một loài ếch trong họ Leptodactylidae. Tên gọi của nó trong tiếng Pháp là leptodactyle de Myers ("Myers' ditch frog").
Nó được tìm thấy ở Brasil, Guyane thuộc Pháp, Suriname, và có thể Guyana. Các môi trường sống tự nhiên của chúng là các khu rừng ẩm ướt đất thấp nhiệt đới hoặc cận nhiệt đới, sông có nước theo mùa, và vùng nhiều đá. Nó không được xem là bị đe dọa theo IUCN.